# Softronic Transmontana
Seit 2010 bietet der rumänische Fahrzeughersteller Softronic die sechsachsige Güterzuglokomotive Transmontana an. Seine erste Ellok-Bauart war die Softronic Phoenix, die mechanisch auf der Baureihe EA der CFR basierte, die ab 1965 von ASEA und ab 1967 von Electroputere gebaut wurde.

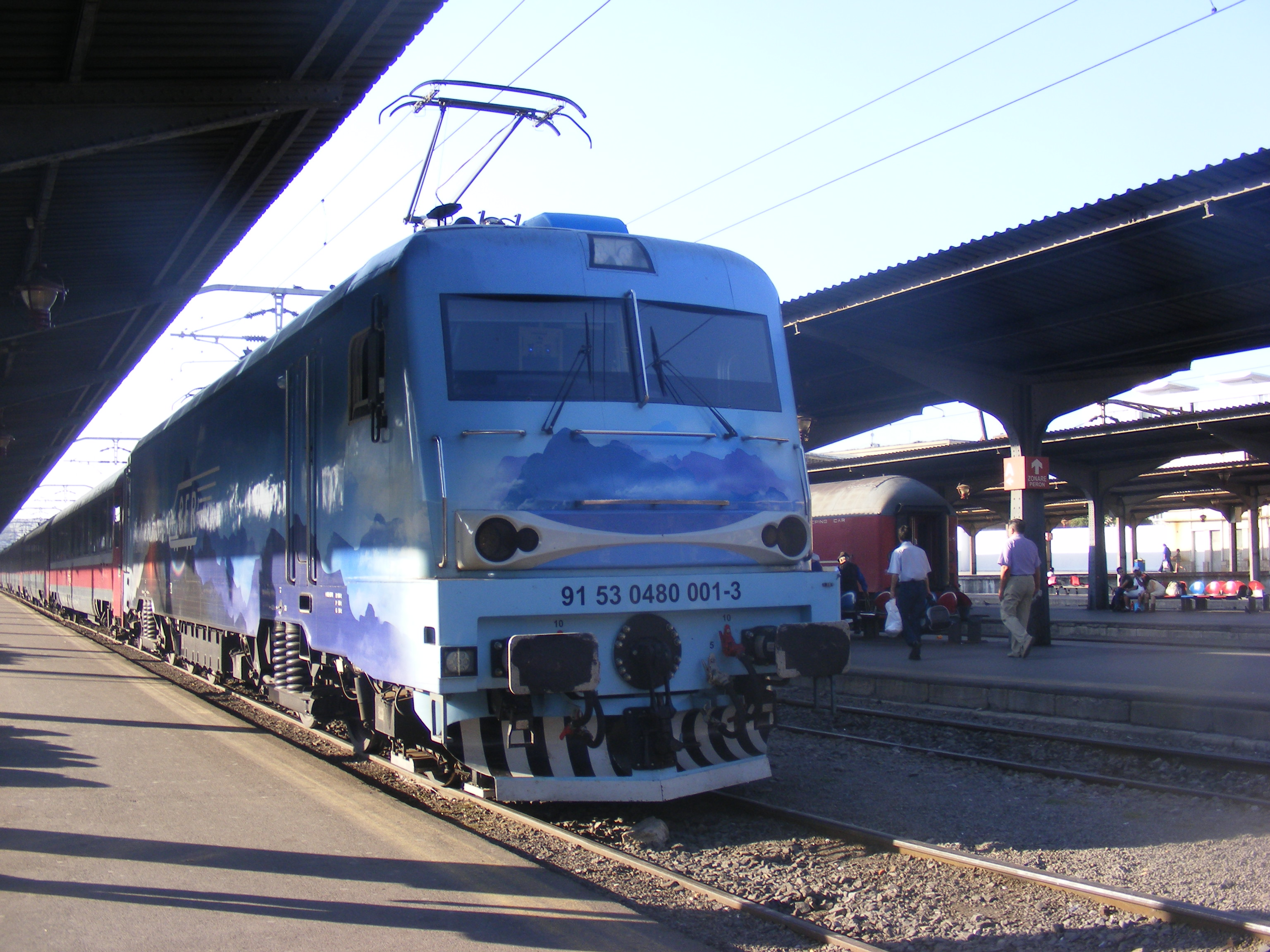
Erste Transmontana von Softronic

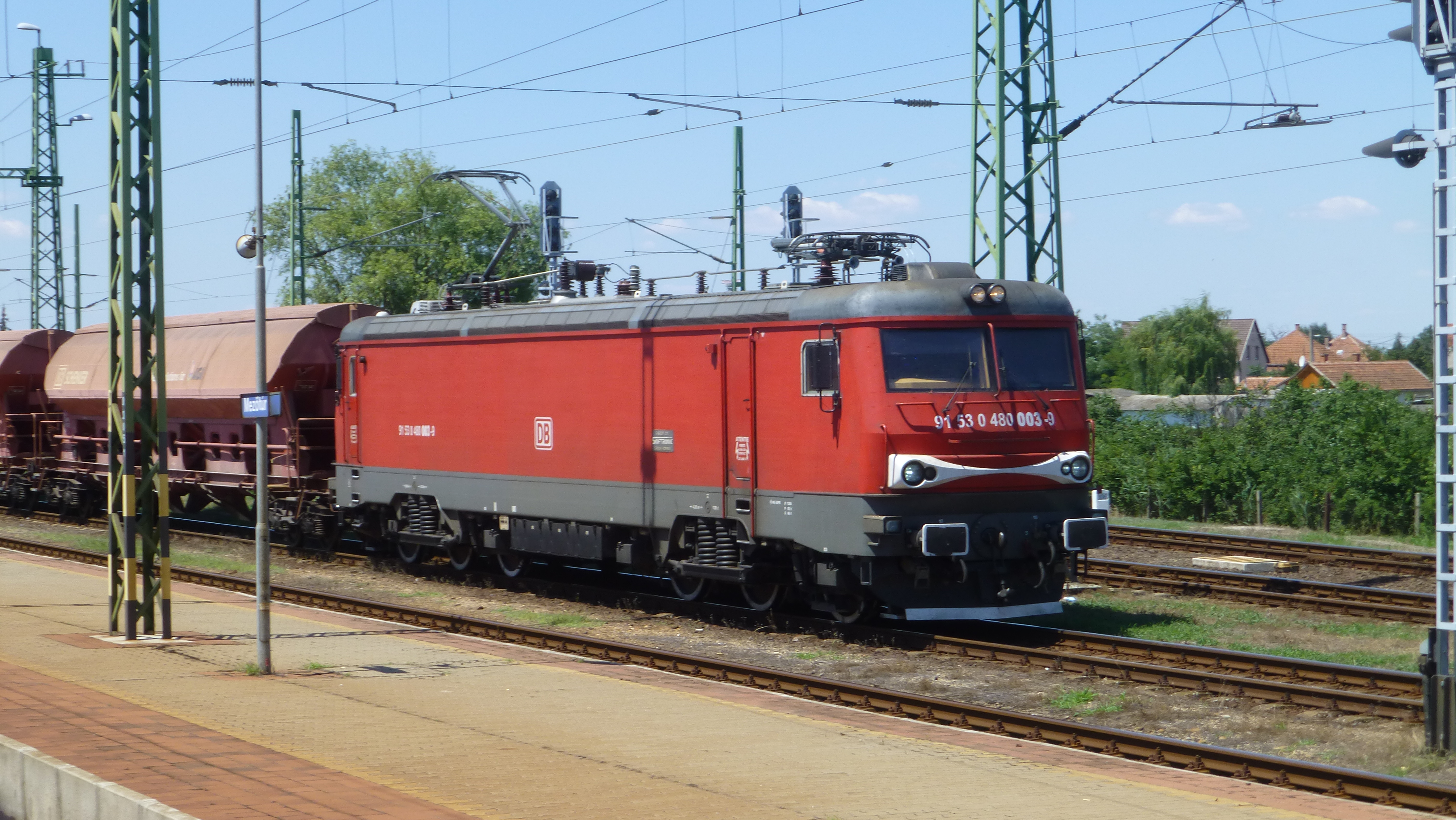
Transmontana der DB Cargo Romania mit alter Front

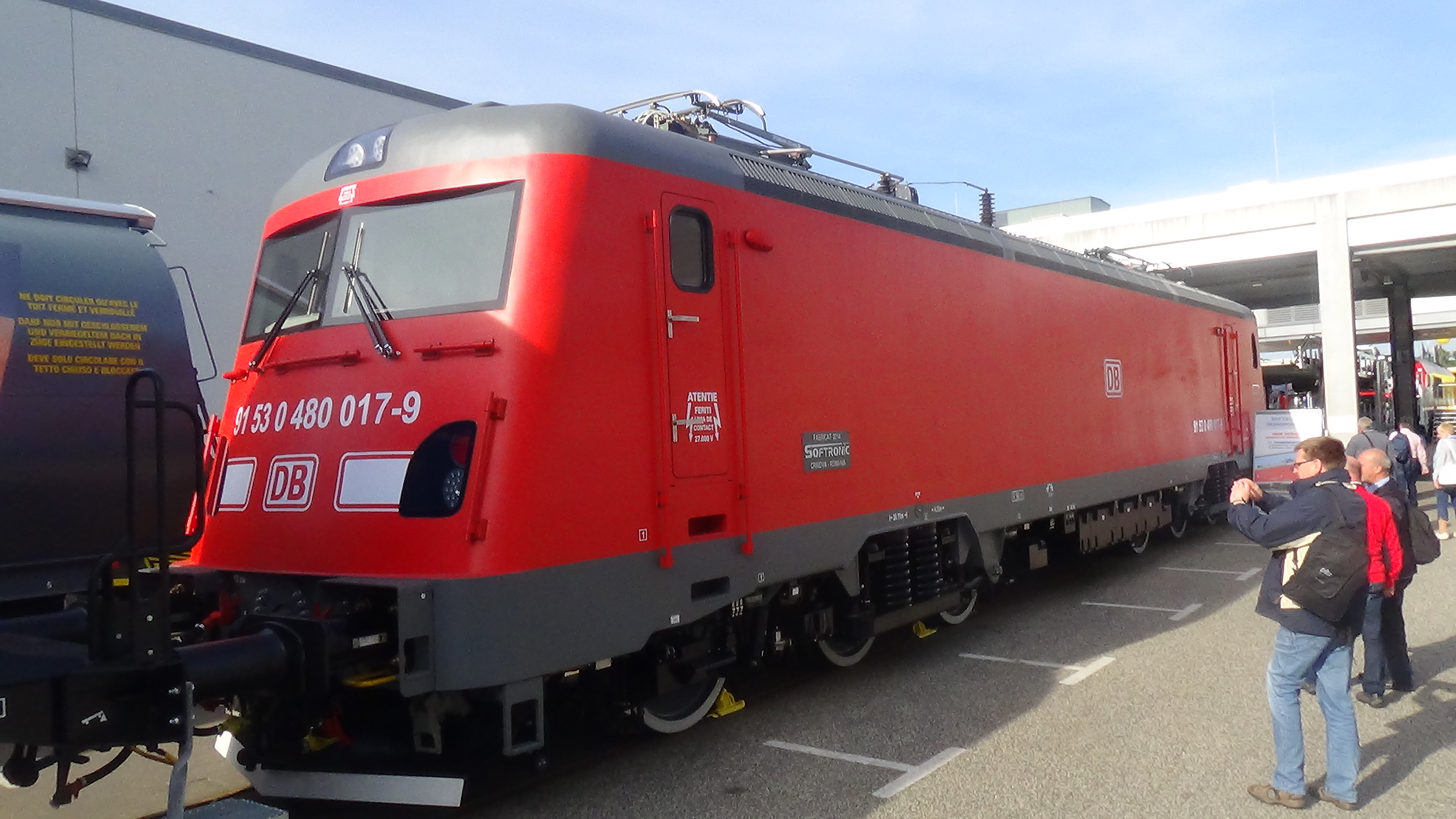
Transmontana der DB Cargo Romania

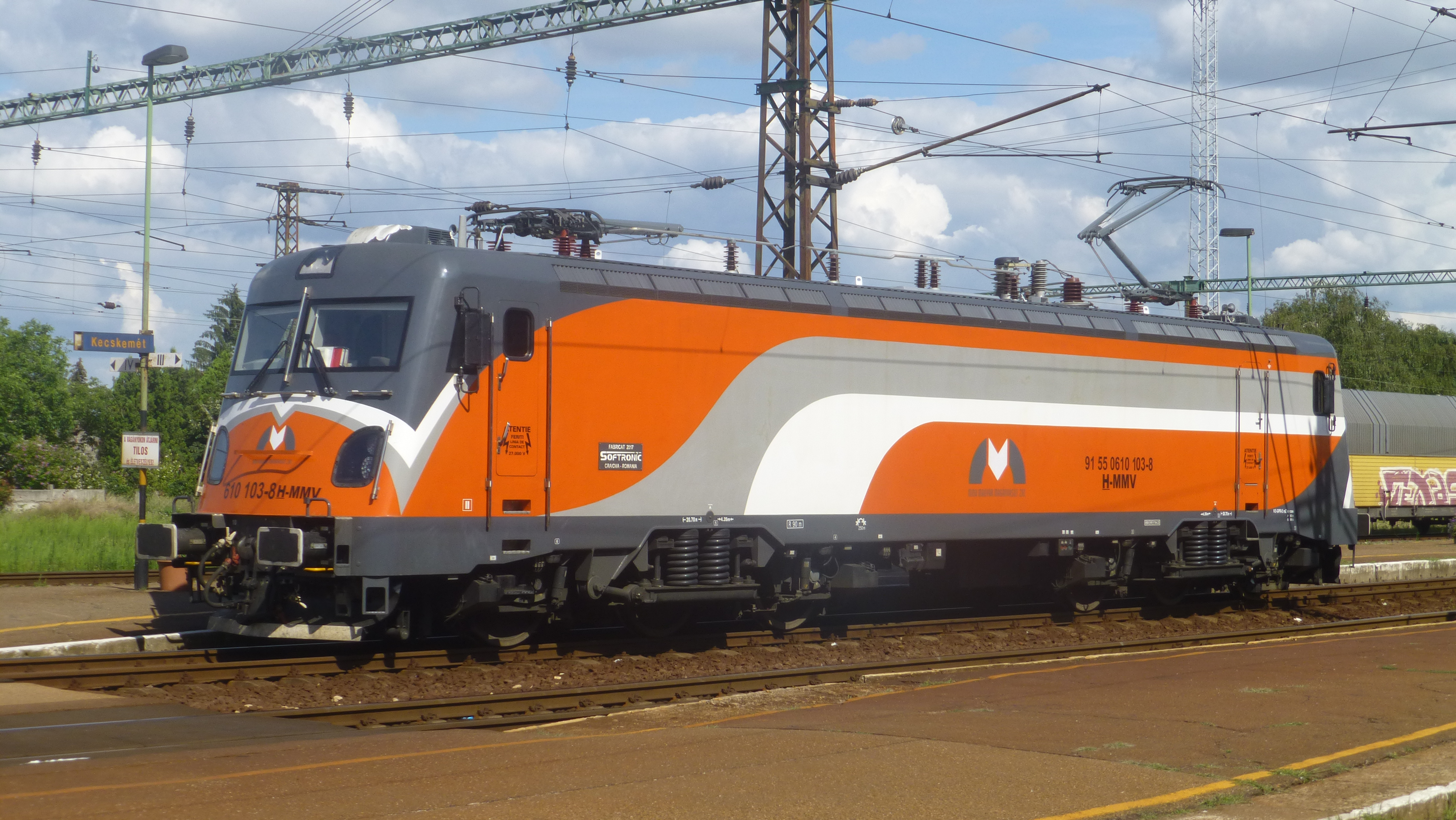
Transmontana der MMV

## Technische Beschreibung
Die Transmontana sind sechsachsige elektrische Lokomotiven, die mit Wechselspannung sowohl von 25 kV und 50 Hz als auch von 15 kV und 16,7 Hz betrieben werden können. Die Maschinen besitzen als erste in Rumänien hergestellte Lokomotiven Drehstrom-Asynchronmotoren, erreichen eine Höchstgeschwindigkeit von 160 km/h und sind in Rumänien, Ungarn und Schweden zugelassen. Seit der 17. Lokomotive, die auf der InnoTrans 2014 in Berlin präsentiert wurde, wurde das Design durch eine crashoptimierte Front geändert.

## Kunden
Die meisten Lokomotiven wurden bislang nach Schweden, Rumänien und Ungarn geliefert. Die größten Kunden sind Green Cargo und Deutsche Bahn Cargo Romania.
Im Juli 2017 bestellte das schwedische Eisenbahnunternehmen Green Cargo zwei Lokomotiven mit einer Leistung von 6 MW, die als Baureihe Mb am 5. Juli 2018 in Schweden eintrafen, nachdem 2015 der Loktyp in Schweden getestet worden war. Es folgte eine Anschlussbestellung über sechs weitere Lokomotiven, die im Herbst 2019 ausgeliefert wurden. Bis Ende 2021 sollten weitere acht Lokomotiven folgen. Für das Jahr 2023 wird mit 28 Lokomotiven geplant. Bis Ende 2030 sollten 100 Loks dem schwedischen Abnehmer geliefert werden.
Bis Ende 2018 sind insgesamt 36 Transmontana-Lokomotiven geliefert worden.

### Übersicht
| EVU                         | Sitz       | Anzahl |
| --------------------------- | ---------- | ------ |
| CER Cargo                   | Ungarn     | 4      |
| CFR Călători                | Rumänien   | 1      |
| Deutsche Bahn Cargo Romania | Rumänien   | 17     |
| CTV                         | Rumänien   | 2      |
| CER FERSPED                 | Rumänien   | 6      |
| E-P Rail                    | Rumänien   | 4      |
| Green Cargo                 | Schweden   | 22     |
| LTE Group                   | Österreich | 5      |
| MMV                         | Ungarn     | 3      |
| PSŽ                         | Slowakei   | 1      |
| Vest Trans Rail             | Rumänien   | 1      |